# 側頭骨

側頭骨の形状を様々な方向から見た動画。側頭骨を赤で、それ以外の骨を半透明で示した。(出典：Anatomography)

側頭骨（そくとうこつ、Temporal bone）は、哺乳類において、脳頭蓋側部を形成する骨である。
ヒトの側頭骨は、頭蓋の側下部に位置する骨で、台形で曲がっている。
後頭骨に近接する乳突縫合前方の結節は、前下方から後上方に向かってティップ・プロセス・ボディの3部位に区別される。

## 各部の名称
- 鱗部[1]
  - 頬骨突起[2]
- 岩様部[1]
  - 乳突部[3]
  - 錐体[3]（狭義の岩様部）
    - 茎状突起
- 鼓室部[1]

## 発生
側頭骨は発生学的には由来の異なるいくつかの骨が生後癒合して形成される。神経堤細胞由来の軟骨頭蓋の一部である耳嚢 (otic capsule, periotic capsuleとも) から軟骨性骨化して錐体と乳突部が形成される。同じく神経堤由来の鰓弓のうち、第一鰓弓から膜性骨化して鱗部が内臓頭蓋（顔面頭蓋）となり、また第二鰓弓の軟骨が骨化して茎状突起が形成される。